# Загорянский-Кисель, Аполлинарий Сергеевич
Аполлинарий Сергеевич Загорянский-Кисель (2 июля 1848 — после 1917) — русский вице-адмирал.
Родился в семье капитан-лейтенанта, впоследствии вице-адмирала, Сергея Фаддеевича Загорянского-Киселя.
22 декабря 1866 года поступил юнкером в Балтийский флот. 10 февраля 1867 года был переведён на Черноморский флот и в 1867—1868 годах плавал по Чёрному морю на императорской яхте «Тигр». 14 августа 1868 года снова переведён на Балтийский флот. 20 апреля 1869 года произведён в чин гардемарина. В 1869—1871 годах плавал на фрегате «Пересвет» по Балтийскому морю, а на корвете «Львица» по Чёрному морю.
17 мая 1871 года произведён в чин мичмана, а 2 июля был переведён на Черноморский флот. В 1871—1876 годах на пароходе «Казбек», корвете «Память Меркурия» и на яхте «Ливадия» плавал по Чёрному морю. 31 марта 1874 года произведён в чин лейтенанта, а 1 января 1875 года награждён орденом Святого Станислава 3-й степени.
3 ноября 1876 года назначен в 1-ю Черноморскую партию направляющуюся в действующую армию, 31 декабря назначен квартирмейстером Черноморского флотского экипажа действующего при главной квартире Южной армии. 17 января 1877 года казначеем Черноморского флотского отряда. Весной-летом того же года плавал на минных катерах по реке Днестр и участвовал в минных постановках на реках Прут и Дунай. 28 апреля командовал десантом, в составе трех офицеров, полусотни стрелков и десяти матросов, переправившимся через Дунай на турецкую сторону в Речет, где препятствовал турецким стрелкам стрелять по русским судам ставившим минные заграждения. 1 июня был назначен командиром парохода «Романия» с отчислением от должности квартирмейстера. 10 июня временно командуя пароходом «Стефан-чель-маре» осуществлял перевозку Рижского и Рязанского полков из города Галаца на турецкий берег реки Дунай. 11 июня командуя пароходом «Романия» осуществлял перевозку солдат лейб-Бородинского полка и участвовал в занятии города Мачина. В 1877—1878 годах командуя пароходом «Романия» плавал по реке Дунай в составе судов Черноморского отряда и с 9 августа по 1 сентября — в составе судов нижнее-дунайского отряда под командованием капитана 1-го ранга Н. И. Казнакова. 1 апреля 1878 года отчислен от должности казначея Черноморского флотского отряда. 5 сентября того же года за отличие оказанное при взятии города Мачина и при постановке минных заграждений Аполлинарий Сергеевич был награждён орденом Святой Анны 3-й степени с мечами и бантом.
9 августа 1878 года отчислен от должности командира парохода «Романия», 15 сентября был назначен командиром минного катера «Щука», на котором плавал по Чёрному морю и рекам Буг и Ингул. В 1879 году на пароходах «Эрклик» и «Пендераклия», корвете «Память Меркурия» и императорской яхте «Штандарт» плавал по Чёрному морю.
В 1880—1881 годах в должности вахтенного начальника на батарее «Кремль» плавал в Финском заливе, а на корвете «Аскольд» — в заграничном плавании.
В 1882—1885 годах на корвете «Скобелев» участвовал в кругосветном путешествии и в экспедиции к берегам Америки.
26 февраля 1885 года зачислен на оклад по чину капитан-лейтенанта. 18 января 1886 года награждён орденом Св. Владимира с бантом. 13 апреля того же года был произведен в чин капитана 2-го ранга, а 27 июня назначен старшим офицером корвета «Боярин», на котором плавал в составе судов учебного отряда Морского училища.
17 мая 1887 года назначен старшим офицером крейсера «Азия» на котором в 1887—1888 годах плавал в Финском заливе и Балтийском море. 6 февраля 1889 года отчислен от должности старшего офицера крейсера. С 26 марта по 8 сентября того же года занимал должность старшего офицера корвета «Скобелев», на котором плавал в составе судов учебного отряда Морского училища в Балтийском море и его заливах.
18 ноября 1889 года назначен командиром шхуны «Секстан», на которой в 1890—1891 годах плавал в Рижском и Финском заливах.
1 января 1892 года награждён орденом Св. Анны 2-й степени и назначен командиром двухбашенной броненосной лодки «Чародейка», на которой в 1892—1895 годах в составе учебного артиллерийского и практического отрядов плавал в Финском заливе. С 9 мая по 15 августа 1892 года временно исполнял обязанности командира 15-го флотского экипажа. С 13 сентября 1893 года состоял временным членом кронштадтского военно-морского суда.
18 сентября 1895 года назначен командиром канонерской лодки «Грозящий», на которой в 1895—1896 годах находился во внутренних и заграничных плаваниях. 16 сентября 1895 года объявлено Монаршее благоволение, а 6 декабря произведён в чин капитана 1-го ранга.
5 февраля 1896 года Загорянский-Кисель, как выплававший установленный ценз, был отчислен от должности командира канонерской лодки, а 22 августа назначен заведующим школой судовых содержателей и временным командиром 14-го флотского экипажа, которым командовал до 21 ноября 1897 года.
В 1897 году являлся членом и председателем различных комиссий и исполнял обязанности члена кронштадтского военно-морского суда.
5 января 1898 года назначен заведующим миноносцами и их командами кронштадтского порта. 13 марта объявлена высочайшая благодарность за труды по всеобщей переписи населения.
26 апреля 1899 года назначен командиром броненосца береговой обороны «Адмирал Сенявин», на котором в 1899—1901 годах плавал в Финском и Рижском заливах и по Балтийскому морю. 4 июля 1900 года за долговременное командование судами 1-го и 2-го ранга Аполлинарию Сергеевичу было назначено вознаграждение в 540 руб. в год. 1 января 1901 года назначен командиром 2-го флотского экипажа с оставлением в должности командира броненосца и награждением орденом Св. Владимира 3-й степени. Помимо командования броненосцем и экипажем Загорянский-Кисель участвовал в деятельности различных комиссий. 7 января 1902 года был назначен командиром 4-го флотского экипажа и броненосца береговой обороны «Генерал-адмирал Апраксин», на котором плавал по Балтийскому морю в составе учебно-артиллерийского отряда под командованием Свиты Его Императорского Величества контр-адмирала З. П. Рожественского. 26 июля 1902 года за Высочайший смотр судов на Ревельском рейде удостоился Высочайшего благоволения. 12 авг. 1902 года пожалован орденом Красного Орла II класса.  12 августа был награждён прусским орденом Красного орла 2-й степени. 9 сентября того же года назначен командиром 13-го флотского экипажа с оставлением в должности командира броненосца. С 4 по 15 октября и с 2 по 14 ноября временно исправлял должность командира порта Императора Александра III.
6 апреля 1903 года Аполлинарий Сергеевич был произведён в чин контр-адмирала и 14 апреля назначен заведующим флотскими экипажами, расположенными в порте Императора Александра III. С 22 по 28 июля и с 13 по 28 октября временно исправлял должность командира порта Императора Александра III.
5 января 1904 года назначен младшим флагманом 1-й флотской дивизии.
С 26 апреля 1904 года по 2 января 1906 года занимал должность командира Николаевского порта и градоначальника города Николаева. 23 января 1906 года был произведён в чин вице-адмирала с увольнением от службы.